# Robert Battey McClure

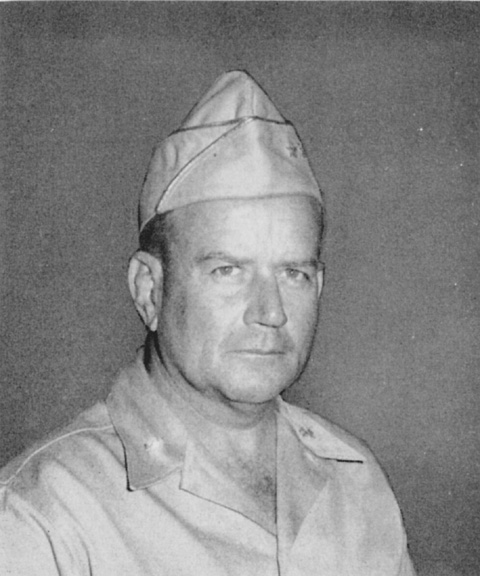
Robert B. McClure

Robert Battey McClure (* 15. September 1896 in Rome, Floyd County, Georgia; † 15. September 1973) war ein Generalmajor der United States Army. Er war unter anderem Kommandeur der 2. und der 23. Infanteriedivision.
Robert McClure besuchte bis 1915 die New York Military Academy. Anschließend begann er ein Studium an der United States Naval Academy, das er erfolglos abbrach. Anschließend trat er dem US-Heer bei. Dort wurde er als Leutnant der Infanterie zugeteilt. In der Armee durchlief er anschließend alle Offiziersränge vom Leutnant bis zum Zwei-Sterne General.
Im Ersten Weltkrieg gehörte McClure den Amerikanischen Expeditionsstreitkräften in Europa an, wo er im 102. Infanterieregiment diente. Im Herbst 1918 war er mit seiner Einheit an der Maas-Argonnen-Offensive beteiligt, wobei er verwundet wurde.
In den 1920er und 1930er Jahren absolvierte er den für Offiziere der jeweiligen Rangstufe üblichen Dienst in verschiedenen Einheiten und Standorten. Dazu gehörten auch Aufgaben als Stabsoffizier in verschiedenen Hauptquartieren. Zwischen 1927 und 1933 war er in Tianjin in China stationiert, wo er die chinesische Sprache erlernte. Im Jahr 1938 absolvierte McClure das United States Army War College. Danach war er unter anderem Stabsoffizier bei der 25. Infanteriedivision. Dort leitete er die Stabsabteilung G4 (Logistik).
Nach dem amerikanischen Eintritt in den Zweiten Weltkrieg erhielt McClure das Kommando über das 35. Infanterieregiment, das der 25. Infanteriedivision unterstellt war. McClure wurde mit seinem Regiment auf dem asiatischen Kriegsschauplatz eingesetzt. Er führte seine Einheit in der Schlacht um Guadalcanal und in der Schlacht um New Georgia. Nach seiner zwischenzeitlichen Rückkehr in die Vereinigten Staaten erhielt er im Oktober 1943 das Kommando über die 84. Infanteriedivision, die damals auf einen Einsatz auf dem europäischen Kriegsschauplatz vorbereitet wurde. McClure nahm allerdings nicht mehr an dem Einsatz dieser Division in Europa teil, weil er bereits im April 1944 das Kommando über die 23. Infanteriedivision erhielt. Diese, auch als Americal Division bekannte Division, war im pazifischen Raum eingesetzt und nahm an der Bougainville-Kampagne teil. McClure behielt dieses Kommando bis zum Oktober 1944. Danach wurde er zu den amerikanischen Truppen in China versetzt, wo er als Stabschef fungierte. Wenig später erhielt er das Kommando über die unter amerikanischem Kommando kämpfenden chinesischen Truppen (Commanding General Chinese Combat Command).
In den Jahren 1945 und 1946 gehörte McClure dem Stab von Chiang Kai-shek an. Nach zwischenzeitlich anderen Verwendungen wurde er im Jahr 1949 Stabschef der 2. Armee. Zwischen Dezember 1950 und Januar 1951 kommandierte er für einige Wochen die 2. Infanteriedivision, die im Koreakrieg eingesetzt war. Da seine Vorgesetzten mit seinen Leistungen nicht zufrieden waren, wurde er sehr früh wieder von diesem Kommando abberufen. Danach war er bis 1953 Kommandeur des Militärstützpunkts Fort Ord in Kalifornien und der ebenfalls in Fort Ord stationierten und zwischenzeitlich reaktivierten 6. Infanteriedivision. Im Jahr 1954 schied er aus dem aktiven Militärdienst aus.
Robert McClure starb am 15. September 1973, seinem 77. Geburtstag, und wurde auf dem amerikanischen Nationalfriedhof Arlington beigesetzt.

## Orden und Auszeichnungen
Robet McClure erhielt im Lauf seiner militärischen Laufbahn unter anderem mehrfach die Army Distinguished Service Medal.